# Barathrodemus
Barathrodemus is een geslacht van straalvinnige vissen uit de familie van naaldvissen (Ophidiidae). Het geslacht is voor het eerst wetenschappelijk beschreven in 1883 door Goode & Bean.

## Soorten
- Barathrodemus manatinus Goode & Bean, 1883.
- Barathrodemus nasutus Smith & Radcliffe, 1913.